# 니컬러스 게이지
니컬러스 게이지(영어: Nicholas Gage, 1939년 7월 23일 ~ )는 그리스 태생의 미국 언론인, 작가이다. 그리스 이피로스 주 출신으로 그리스어 본명은 니콜라오스 가조야니스(그리스어: Νίκόλαος Γκατζογιάννης)이다. 자전적 회고록 《엘레니》(Eleni)와 《우리의 땅》(A Place for Us)이 그의 대표적인 저서로, 제2차 세계 대전 당시 고향 그리스에서 겪은 수난과 미국으로의 이주 당시 겪은 생활상을 담고 있다. 특히 《엘레니》는 32개 언어로 번역되어 출간되었고 존 말코비치 주연으로 1987년 영화화되기도 했다.
그는 현재 매사추세츠주 노스그래프턴에 살고 있다. 아내의 이름은 조앤(Joan)이며, 크리스토스, 엘레니, 마리나 세 자식을 두고 있다. 이중 장남 크리스토스 게이지는 만화가, 각본가로 유명하다.